# Ryder Cup 2006
La 36ª edizione della Ryder Cup si è tenuta al Kildare Hotel and Golf Club (conosciuto anche con il nome di K Club) nel paese di Straffan, ad ovest di Dublino, dal 22 al 24 settembre 2006.
L'Europa si è presentata alla competizione come detentrice della coppa, vinta nell'edizione del 2004 negli Stati Uniti. I capitani dei team erano Ian Woosnam per l’Europa e Tom Lehman per gli USA . La squadra del Vecchio Continente ha vinto con un punteggio di 18½ a 9½, ottenendo così il trofeo per la terza volta consecutiva.
La squadra europea è stata in vantaggio fin dalla prima giornata di venerdì, arrivando agli incontri singolari di domenica avanti di quattro punti. Si è aggiudicata quindi la coppa con la vittoria di Henrik Stenson su Vaughn Taylor, incrementando il distacco nell’ultima sessione: ha così eguagliato il record stabilito nella precedente edizione.

## Formato
La Ryder Cup è un torneo match play, in cui ogni singolo incontro vale un punto. Il formato dell'edizione 2006 era il seguente:
- I Giornata (Venerdì) – 4 incontri "fourball" (la migliore buca) nella sessione mattutina e 4 incontri "foursome" (colpi alternati) nella sessione pomeridiana.
- II Giornata (Sabato) – 4 incontri "fourball" nella sessione mattutina e 4 incontri "foursome" nella sessione pomeridiana.
- III Giornata (Domenica) – 12 incontri singolari.

Ogni incontro si disputa su un massimo di 18 buche. La vittoria di ogni incontro assegna un punto, nel caso di parità del match si assegna ½ punto a ciascuno, per un totale di 28 punti disponibili. 14½ punti sono necessari per vincere, ma 14 punti (ovvero un pareggio) sono sufficienti alla squadra che difende per mantenere la coppa.

## Squadre
| Europa                  |     |                                 |                      |                      |                     |                                        |
| Nome                    | Età | Residenza                       | Punti classifica (W) | Punti classifica (E) | Classifica mondiale | Note                                   |
| Ian Woosnam             | 48  | Llanymynech e Jersey            |                      |                      |                     | Capitano non-giocatore                 |
| Henrik Stenson          | 30  | Dubai                           | 1                    | 3                    | 11                  | Esordio nella Ryder Cup                |
| Luke Donald             | 28  | High Wycombe e Chicago          | 2                    | 8                    | 9                   | 2ª partecipazione                      |
| Sergio García Fernández | 26  | Borriol                         | 3                    | 4                    | 8                   | 4ª partecipazione                      |
| David Howell            | 31  | Weybridge                       | 4                    | 2                    | 13                  | 2ª partecipazione                      |
| Colin Montgomerie       | 43  | Oxshott                         | 5                    | 1                    | 14                  | 8ª partecipazione                      |
| Paul Casey              | 29  | Weybridge e Scottsdale, Arizona | 7                    | 5                    | 17                  | 2ª partecipazione                      |
| Robert Karlsson         | 37  | Monte Carlo                     | 10                   | 6                    | 36                  | Esordio nella Ryder Cup                |
| Pádraig Harrington      | 35  | Dublino                         | 8                    | 7                    | 18                  | 4ª partecipazione                      |
| Paul McGinley           | 39  | Sunningdale                     | 17                   | 9                    | 53                  | 3ª partecipazione                      |
| José María Olazábal     | 40  | Hondarribia                     | 6                    | 10                   | 19                  | 7ª partecipazione                      |
| Darren Clarke           | 38  | Chobham                         | 13                   | 30                   | 24                  | Scelta del capitano, 5ª partecipazione |
| Lee Westwood            | 33  | Worksop                         | 14                   | 21                   | 51                  | Scelta del capitano, 5ª partecipazione |

| Stati Uniti     |     |                   |                  |                     |                                        |
| Nome            | Età | Residenza         | Punti classifica | Classifica mondiale | Note                                   |
| Tom Lehman      | 47  | Austin            |                  |                     | Capitano non-giocatore                 |
| Tiger Woods     | 30  | Windermere        | 1                | 1                   | 5ª partecipazione                      |
| Phil Mickelson  | 36  | Rancho Santa Fe   | 2                | 2                   | 6ª partecipazione                      |
| Jim Furyk       | 36  | Ponte Vedra Beach | 3                | 3                   | 5ª partecipazione                      |
| Chad Campbell   | 32  | Lewisille         | 4                | 22                  | 2ª partecipazione                      |
| David Toms      | 39  | Monroe            | 5                | 16                  | 3ª partecipazione                      |
| Chris DiMarco   | 38  | Orlando           | 6                | 15                  | 2ª partecipazione                      |
| Vaughn Taylor   | 30  | Augusta           | 7                | 60                  | Esordio nella Ryder Cup                |
| J. J. Henry     | 31  | Fairfield         | 8                | 64                  | Esordio nella Ryder Cup                |
| Zachary Johnson | 30  | Cedar Rapids      | 9                | 42                  | Esordio nella Ryder Cup                |
| Brett Wetterich | 33  | Cincinnati        | 10               | 68                  | Esordio nella Ryder Cup                |
| Stewart Cink    | 33  | Huntsville        | 12               | 23                  | Scelta del capitano, 3ª partecipazione |
| Scott Verplank  | 42  | Dallas            | 20               | 37                  | Scelta del capitano, 2ª partecipazione |

## Risultati

### I sessione
Four-ball
| Europa (bandiera)      | Risultati | Stati Uniti (bandiera) |
| ---------------------- | --------- | ---------------------- |
| Harrington/Montgomerie | 1 up      | Woods/Furyk            |
| Casey/Karlsson         | pareggio  | Cink/Henry             |
| García/Olazábal        | 3 & 2     | Toms/Wetterich         |
| Clarke/Westwood        | 1 up      | Mickelson/DiMarco      |
| 2½                     | Sessione  | 1½                     |
| 2½                     | Totale    | 1½                     |

### II sessione
Foursome
| Europa (bandiera)    | Risultati | Stati Uniti (bandiera) |
| -------------------- | --------- | ---------------------- |
| Harrington/McGinley  | pareggio  | Campbell/Johnson       |
| Howell/Stenson       | pareggio  | Cink/Toms              |
| Westwood/Montgomerie | pareggio  | Mickelson/DiMarco      |
| Donald/García        | 2 up      | Woods/Furyk            |
| 2½                   | Sessione  | 1½                     |
| 5                    | Totale    | 3                      |

### III sessione
Four-ball
| Europa (bandiera)  | Risultati | Stati Uniti (bandiera) |
| ------------------ | --------- | ---------------------- |
| Casey/Karlsson     | pareggio  | Cink/Henry             |
| García/Olazábal    | 3 & 2     | Mickelson/DiMarco      |
| Clarke/Westwood    | 3 & 2     | Woods/Furyk            |
| Stenson/Harrington | 2 & 1     | Verplank/Johnson       |
| 2½                 | Sessione  | 1½                     |
| 7½                 | Totale    | 4½                     |

### IV sessione
Foursome
| Europa (bandiera)    | Risultati | Stati Uniti (bandiera) |
| -------------------- | --------- | ---------------------- |
| García/Donald        | 2 & 1     | Mickelson/Toms         |
| Montgomerie/Westwood | pareggio  | Campbell/Taylor        |
| Casey/Howell         | 5 & 4     | Cink/Johnson           |
| Harrington/McGinley  | 3 & 2     | Furyk/Woods            |
| 2½                   | Sessione  | 1½                     |
| 10                   | Totale    | 6                      |

### V sessione
Singoli
| Europa (bandiera)       | risultati | Stati Uniti (bandiera) |
| ----------------------- | --------- | ---------------------- |
| Colin Montgomerie       | 1 up      | David Toms             |
| Sergio García Fernández | 4 & 3     | Stewart Cink           |
| Paul Casey              | 2 & 1     | Jim Furyk              |
| Robert Karlsson         | 3 & 2     | Tiger Woods            |
| Luke Donald             | 2 & 1     | Chad Campbell          |
| Paul McGinley           | pareggio  | J.J. Henry             |
| Darren Clarke           | 3 & 2     | Zachary Johnson        |
| Henrik Stenson          | 4 & 3     | Vaughn Taylor          |
| David Howell            | 5 & 4     | Brett Wetterich        |
| José María Olazábal     | 2 & 1     | Phil Mickelson         |
| Lee Westwood            | 2 up      | Chris DiMarco          |
| Pádraig Harrington      | 2 & 1     | Scott Verplank         |
| 8½                      | Sessione  | 3½                     |
| 18½                     | Totale    | 9½                     |